# Монтенегро Медрано, Орландо
Орландо Монтенегро Медрано (исп. Orlando Montenegro Medrano; 15 мая 1920 — 28 октября 1988, Майами, штат Флорида, США) — никарагуанский государственный деятель, и. о. президента Никарагуа в 1966 году.

## Биография
Получил высшее юридическое образование. Являлся представителем Никарагуа в ООН.
- 3 августа 1966 года после кончины президента Никарагуа Рене Шика Гутьерреса, являясь президентом Национального конгресса, ex officio принял полномочия главы государства до избрания в тот же день временным президентом Лоренсо Герреро Гутьерреса
- 1976—1979 гг. — мэр Манагуа.